# Lady oh!
Lady oh!（レディ オー）は、日本の女性アイドルグループ。

## 概要
1981年10月、ニッポン放送の下半期番組編成にて、土曜のナイターオフ枠にて若年層向けの番組編成を前提に、アミューズに所属していた若手女優やタレントを起用。
当初はユニット名を命名しておらず、番組タイトルである「ラジオッコ」から捩り「ラジオっ娘」（ラジオっこ）のユニット名としてメジャーデビュー。その後、番組を通して人気が出た事で、テレビ番組や雑誌「週刊プレイボーイ」のグラビアにも進出した。
1982年6月11日放送の『ラジオっ娘のオールナイトニッポン』の番組内で、ユニット名をリスナーから公募し、約9千通の案の中から『アバンギャルズ』『チャター・キャッツ』『レディ・オー』の3点に絞って最終選考に回し、同年7月2日の同番組の生放送中にこの3点で電話によるリスナー投票を行い、その結果「Lady oh!」に改名。所属していたアミューズ会長の大里洋吉はこの3人について「これで売れないのはおかしい。しっかり育てれば第2のキャンディーズになれる」と話していたことがある。1982年8月1日、西武球場で開催された『'82パルサージャム』でLady oh!に改名後初めてのステージに立った。
同年11月にリリースしたシングルを最後に『電話好きッコラジオッコ』の2シーズン目放送終了と共にユニットとしての活動も終了。
メンバーのその後の活動状況は、メンバー各々の頁を参照。

## メンバー
- 水島かおり
- 西端やよい
- 高橋めぐみ

## 音楽

### シングル
全てキャニオン・レコードからのリリース
| #               | 発売日          | A/B面           | タイトル           | 作詞            | 作曲            | 編曲            | 規格品番        |
| ラジオっ娘 名義 | ラジオっ娘 名義 | ラジオっ娘 名義 | ラジオっ娘 名義    | ラジオっ娘 名義 | ラジオっ娘 名義 | ラジオっ娘 名義 | ラジオっ娘 名義 |
| --------------- | --------------- | --------------- | ------------------ | --------------- | --------------- | --------------- | --------------- |
| 1               | 1982年 2月21日  | A面             | やったね MARIKO!   | 実川俊          | Lucky Jets      | 伊賀焼丸        | 7A-0152         |
| 1               | 1982年 2月21日  | B面             | さよならのソネット | 高田ひろお      | 鈴木邦彦        | 松井忠重        | 7A-0152         |
| 2               | 1982年 4月21日  | A面             | 恐れちゃいけない   | 近田春夫        | 近田春夫        | 後藤次利        | 7A-0172         |
| 2               | 1982年 4月21日  | B面             | ひとつになりましょ | 近田春夫        | 近田春夫        | 後藤次利        | 7A-0172         |
| 3               | 1982年 8月5日   | A面             | 茅ヶ崎サンライズ   | 宮下康仁        | 新田一郎        | 新田一郎        | 7A-0204         |
| 3               | 1982年 8月5日   | B面             | デートとは何か?    | 近田春夫        | 近田春夫        | 後藤次利        | 7A-0204         |
| Lady oh! 名義   |                 |                 |                    |                 |                 |                 |                 |
| 4               | 1982年 11月5日  | A面             | あいつBye Bye      | 三浦徳子        | 馬飼野康二      | 馬飼野康二      | 7A-0231         |
| 4               | 1982年 11月5日  | B面             | 東京ジャズクラブ   | 宮下康仁        | 新田一郎        | 鈴木慶一        | 7A-0231         |

## 出演番組

### ラジオ
以下、ニッポン放送の番組
- 電話好きッコラジオッコ 男のコにはナイショなの（パーソナリティ） - 1981年10月 - 1982年3月、1982年10月 - 1983年3月
- ラジオっ娘のオールナイトニッポン※金曜（パーソナリティ） - 1982年4月 - 1982年9月

### テレビ
- 森田一義アワー 笑っていいとも!（フジテレビ）「ジュンちゃんのエアロびっくり珍体操」レギュラー - 1982年10月 - 1983年9月
- オレたちひょうきん族（フジテレビ）「青春学園コメディー ひょうきんだらけの青春」チアガール役 - 1982年10月9日
- はらぺこ同志（TBS）- 三人とも同作の主な舞台となる洋菓子店「マ・メール」の店員役。水島は相原かおり 役、高橋は津村めぐみ 役、西端は須永やよい 役。